# Jüri Talvet

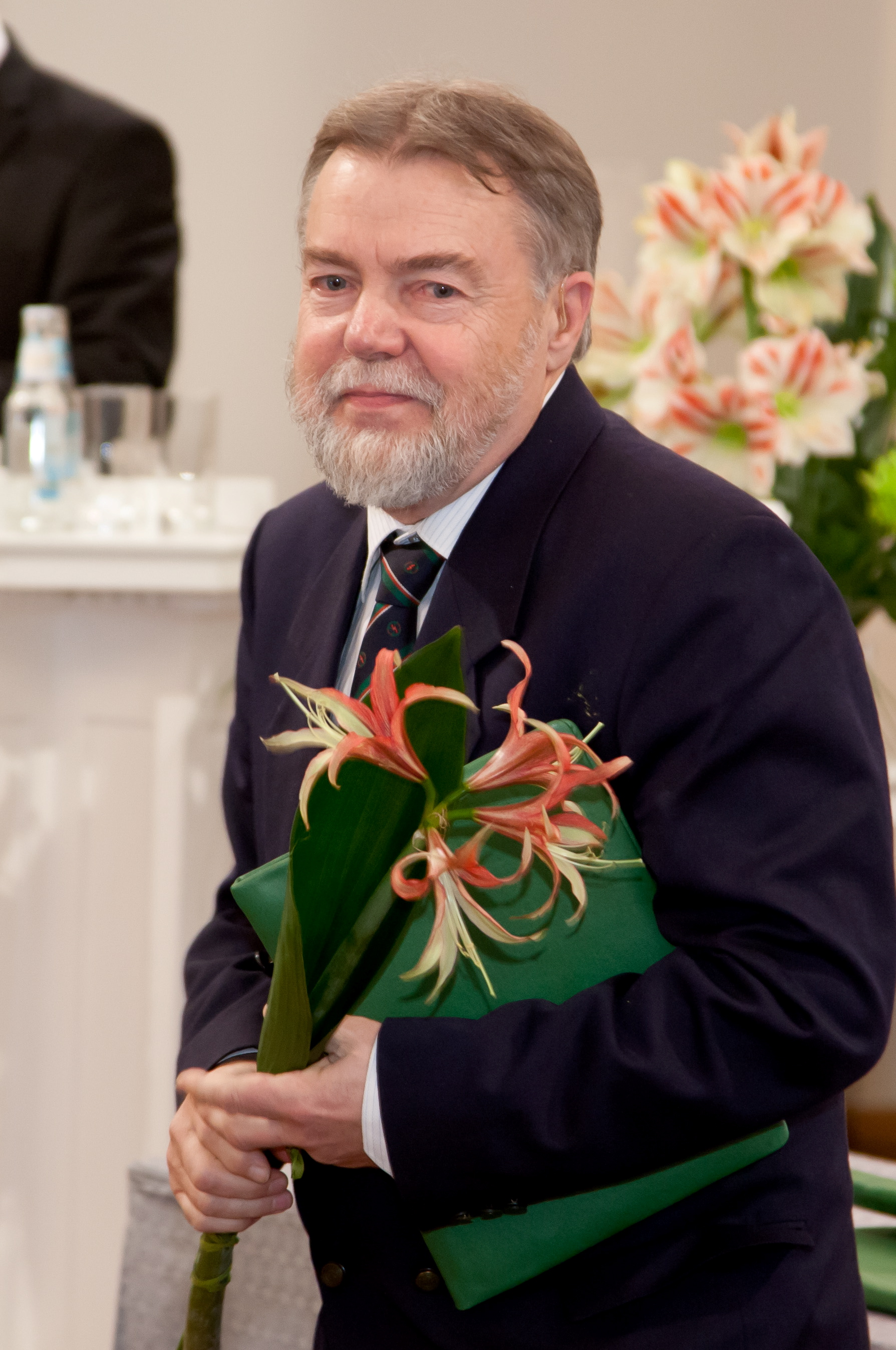
Jüri Talvet am 10. November 2011 in Tartu

Jüri Talvet (Pseudonym Jüri Perler, * 17. Dezember 1945 in Pärnu) ist ein estnischer Dichter, Literaturwissenschaftler, Essayist und Übersetzer.

## Leben
Talvet ging von 1953 bis 1964 in Pärnu zur Schule und studierte nach Ableistung des Wehrdienstes von 1967 bis 1972 an der Universität Tartu Englische Philologie. Unmittelbar im Anschluss daran erhielt er eine Anstellung als Dozent für ausländische Literatur. 1981 verteidigte er in Leningrad seine Doktorarbeit über den spanischen Dichter Mateo Alemán. Seit 1992 ist er Professor für Weltliteratur an der Universität Tartu.
Im Rahmen seines Studiums hielt er sich längere Zeit in Kuba (1979–1980) auf, außerdem führten ihn Reisen nach Spanien und Lateinamerika. Talvet ist seit 1984 Mitglied des Estnischen Schriftstellerverbandes und Mitglied des Estnischen PEN-Clubs. Er ist ferner u. a. Mitglied der International Comparative Literature Association sowie Gründungsmitglied und Vorsitzender der estnischen Unterabteilung Eesti Võrdleva Kirjandusteaduse Assotsiatsioon („Estnische Assoziation für vergleichende Literaturwissenschaft“).
Die estnische Diplomatin, Dichterin und Übersetzerin Malle Talvet-Mustonen ist seine Schwester. Jüri Talvet lebt in Tartu.

## Wissenschaftliches Werk
Jüri Talvet spezialisierte sich nach seinem Studium auf die Hispanistik und ist vor allem als Vermittler der spanischen Literatur in Estland in Erscheinung getreten. Daneben hat er aber auch die vergleichende Literaturwissenschaft in Estland gefördert, unter anderem durch die Begründung der Zeitschrift interlitteraria (ISSN 1406-0701), die seit 1996 jährlich erscheint und Beiträge auf Englisch, Deutsch, Französisch und Spanisch aufnimmt. Außerdem hat Talvet auch zahlreiche Studien zur estnischen Literatur vorgelegt, insbesondere zu Juhan Liiv und Friedrich Reinhold Kreutzwalds Kalevipoeg.

## Literarisches Werk
Bereits bei Talvets Debütband, der vorwiegend Liesbeslyrik enthält, wurde eine gewisse Nähe zur spanischsprachigen Lyrik festgestellt. Auch in seinen späteren Bänden konnten Bezüge zur spanischen Kultur ausgemacht werden, auch wenn gleichzeitig auf Anknüpfungen an die estnische Zeit des nationalen Erwachens im 19. Jahrhundert und einen Dichter wie Karl Eduard Sööt hingewiesen wurde.
Mit seinen weiteren Gedichtbänden festigte der Autor seine Position, so dass er heute zu den anerkanntesten estnischen Gegenwartsdichtern zählt. Ebenso leistete seine Essayistik wichtige Beiträge zur kulturellen Diskussion in Estland. Seine Essays zu Spanien sind verständlicherweise immer wieder mit dem Werk von Friedebert Tuglas, dessen Aufzeichnungen aus Spanien zu den Klassikern der estnischen Literatur gehören, verglichen worden.

## Übersetzungen
Talvet hat vor allem aus dem Spanischen – sowohl Lyrik als auch Prosa – übersetzt und unter anderem Francisco de Quevedo, Ramón Gómez de la Serna, Mario Vargas Llosa, Salvador Espriu, Vicente Aleixandre, Pío Baroja, Gabriel García Márquez, Juan José Arreola, Juan Rulfo und José Emilio Pacheco ins Estnische übertragen. Manche der Übersetzungen hat er gemeinsam mit Ain Kaalep und Asta Põldmäe angefertigt.
Talvets eigens Werk ist auf English und Spanisch erschienen:
- Elegia Estonia y otros poemas. Ciudad de València: Palmart 2002. 108 S.
- A call for cultural symbiosis. Toronto et al.: Guernica 2005. 133 S.
- Estonian Elegy. Selected poems. Toronto et al.: Guernica 2008. 72 S.

Die spanische Prosafassung des estnischen Epos Kalevipoeg ist mit einer Einführung von Talvet ausgestattet:
- Kalevipoeg. Epopeya nacional estona. Versión en prosa de William F. Kirby. Edición y traducción de Mariano González Campo. Separata preliminar de Jüri Talvet. Madrid: Miraguano S.A. Ediciones 2015.

## Auszeichnungen
- 1986 Juhan Smuul-Preis (Sparte Publizistik)
- 1997 Juhan Liiv-Preis
- 2001 Orden des weißen Sterns IV. Klasse
- 2016 Mitglied der Academia Europaea
- 2016 Kreutzwald-Erinnerungsmedaille

## Bibliographie

### Lyrik und Essays
- Äratused ('Erweckungen'). Tallinn: Eesti Raamat 1981. 86 S.
- Teekond Hispaaniasse. Päevikud, reisipildid, mõtted ('Reise nach Spanien. Tagebücher, Reisebilder, Gedanken'). Tallinn: Perioodika 1985. 101 S. (Loomingu Raamatukogu 49–50/1985)
- Ambur ja karje ('Schütze und Aufschrei'). Tallinn: Eesti Raamat 1986. 70 S.
- Hinge kulg ja kliima üllatused ('Der Gang der Seele und die Überraschungen des Klimas'). Tallinn: Eesti Raamat 1990. 93 S.
- Hispaaniast Ameerikasse. Reisid/Mõtted ('Von Spanien nach Amerika'). Tallinn: Eesti Raamat 1992. 272 S.
- Hispaania vaim ('Der Geist Spaniens'). Tartu: Ilmamaa 1995. 384 S.
- Eesti eleegia ja teisi luuletusi ('Estnische Elegie und andere Gedichte'). Tallinn: Kupar 1997. 135 S.
- Kas sul viinamarju ka on? ('Hast du auch Weintrauben?'). Tartu: Ilmamaa 2001. 79 S.
- Unest, lumest ('Vom Traum, vom Schnee'). Tartu: Ilmamaa 2005. 77 S.
- Sümbiootiline kultuur. Mõtisklus U-st ('Die symbiotische Kultur. Gedanken über das U'). Tartu: Tartu Ülikooli Kirjastus 2005. 75 S.
- Silmad peksavad une seinu ('Die Augen schlagen die Wände des Schlafs'). Tartu: Ilmamaa 2008. 80 S.
- Isegi vihmal on hing. / Jüri Perler: Oo Hamlet, mu vend ('Sogar der Regen hat eine Seele / Oh Hamlet, mein Bruder'). Tartu: Tartu Ülikooli Kirjastus 2010. 72 + 66 S.
- Kümme kirja Montaigne'ile ('Zehn Briefe an Montaigne'). Tartu: Tartu Ülikooli Kirjastus 2014. 175 S.